# 原兴街道
原兴街道，原为城关镇，是中华人民共和国河南省新乡市原阳县下辖的一个街道办事处。

## 行政区划
原兴街道下辖以下村级行政区划单位：
北西社区、北东社区、南街社区、东街社区、西街社区、米庄村、曹庄村、谷堆村、薛庄村、温庄村、任庄村、牛井村、宣化寨村、后八里村、马庄村、祖师庙村、科堤村、前八里村、夏庄村和史科堤村。